# Denticrytea medionogra
Denticrytea medionogra là một loài tò vò trong họ Ichneumonidae.